# Municipio de Waterford (Pensilvania)
El municipio de Waterford (en inglés: Waterford Township) es un municipio ubicado en el condado de Erie en el estado estadounidense de Pensilvania. En el año 2000 tenía una población de 3.878 habitantes y una densidad poblacional de 30 personas por km².

## Geografía
El municipio de Waterford se encuentra ubicado en las coordenadas 41°58′00″N 79°56′59″O / 41.96667, -79.94972.

## Demografía
Según la Oficina del Censo en 2000 los ingresos medios por hogar en la localidad eran de $42,270 y los ingresos medios por familia eran de $46,076. Los hombres tenían unos ingresos medios de $33,993 frente a los $22,443 para las mujeres. La renta per cápita de la localidad era de $16,229. Alrededor del 10,8% de la población estaba por debajo del umbral de pobreza.